# Full Moon o Sagashite
Full Moon o Sagashite (満月をさがして, Furu Mūn o Sagashite, literalmente, "Buscando a lua cheia") é um mangá shōjo e uma série anime de Arina Tanemura. Foi distribuído de janeiro de 2001 a junho de 2004.

## Informação geral
O anime, que estreou em abril de 2002 na TV Tokyo, é baseado no mangá Full Moon o Sagashite criado por Arina Tanemura e que começou a ser publicado pela Shueisha na revista Ribon em dezembro de 2001.
O anime possui 52 episódios, produzido pelo Studio Deen, sob a direção de Toshiyuki Kato e character designer de Yuka Kudo.

## História
A História anterior ao espaço de tempo ao qual a manga se refere
Tudo começa quando Hazuki se apaixona por Aoi (líder da banda Route L), e contra a vontade da mãe, foge e se casa com ele. O casal tem uma filha chamada Mitsuki, mas infelizmente Hazuki e Aoi acabam morrendo num acidente e Mitsuki passa a morar num orfanato. 
Neste orfanato, ela conhece Eichi, um garoto 6 anos mais velho, tornam-se grandes amigos e então algo mais. Alguns anos depois, Eichi é adotado por um casal que mora nos EUA, mas antes da despedida, eles fazem uma promessa, quando se encontrarem novamente eles deveriam estar mais perto dos seus sonhos, Eichi seria um astronómo e Mitsuki uma cantora. 
Mitsuki também deixa o orfanato, por causa de sua saúde frágil ela vai morar com a avó, uma senhora de hábitos rígidos e que culpa a música por todos os dissabores em sua vida.
História na atualidade
Dois anos se passaram, Mitsuki tem agora 12 anos e sua saúde está pior, o médico da família, Keiichi Wakaouji, diagnostica que ela tem câncer na garganta e que a operação seria a solução mais confiável. Seu sonho de se tornar uma cantora, e desta forma se reencontrar com Eichi, fica cada vez mais distante. E quando se pensa que nada poderia ficar pior, surgem Meroko e Takuto, os dois shinigami encarregados de vigiá-la pelo período de um ano até o dia que eles levariam sua alma. Só que Takuto fica com pena da garota e decide ajudá-la a se tornar uma cantora, para isso ele a transforma numa garota de 16 anos. A partir daí começam as aventuras de Mitsuki/Takuto/Meroko para evitar que alguém descubra que a jovem cantora Full Moon de 16 anos é na verdade a frágil Mitsuki de 12 anos.

## Personagens principais
Mitsuki Koyama- Mitsuki é uma menina de doze anos, que tem como sonho ser uma cantora de música pop mas um tumor nas suas cordas vocais impedem-na de cantar. Ela é uma orfã que cresceu num orfanato e, tempo depois, foi viver com a sua avó Fuzuki, que a proíbe de cantar. Quando Mitsuki percebeu que morreria se as suas cordas vocais não fossem removidas, ela recusou a cirurgia, afirmando que preferiria morrer a não ser capaz de cantar. Com a ajuda de Takuto, ela pode transformar-se em Fullmoon, uma garota de 16 anos completamente livre de cancro e capaz de cantar. Como Fullmoon, ela vai a uma audição e é aceite pela Seed Records e assim estreia como cantora profissional, gravando dois álbuns de música. Mitsuki (満月 'Lua Cheia' em japonês) escolhe o nome Fullmoon ('Lua Cheia' em inglês) para a sua forma de 16 anos pois o seu amigo de infância Eichi Sakurai queria ser astronomo e o nome fará lembrar-se dele.
Mitsuki quer ser cantora porque quer dizer a Eichi que o ama. No entanto, os shinigami descobrem que Eichi morreu. Na manga eles aprecebem-se que Mitsuki sempre soube deste fato, no entanto na anime Mitsuki descobre da morte do seu amor numa viagem para a América. Ambos, anime e manga, passam a centrar-se, então, na maneira como Mitsuki lida com a morte de Eichi e com os sentimentos que ela passa a ter por Takuto.
Eichi Sakurai- Eichi é um amigo de infância de Mitsuki e o seu primeiro amor. Depois da morte dos seus pais, Echi viveu com a sua avó que também morreu. Assim, Echi foi viver para um orfanato onde conheceu Mitsuki. Rapidamente se tornaram amigos e, eventualmente, ele apaixona-se por ela e confessa os seus sentimentos mesmo antes de se mudar para a America. Mitsuki fica com o coração despedaçado quando ele parte pois não conseguiu confessar-lhe os seus sentimentos. Parte da razão pela qual ela se tornar cantora é encontrá-lo; 
Na manga, Eichi morre quando o seu voo para a America se despenha e na anime Echi morre num acidente de carro uns meses depois de se mudar.
Na manga, a primeira 'missão' de Takuto seria levar a alma de Eichi mas este recusa-se a partir deste mundo e, em vez de isso, decide ficar perto de Mitsuki como um espírito, o que lhe dá a ela o poder para ver Shinigami. Ele fica com ela até ao fim da manga, quando decide partir após ver que ela é agora feliz e tem vontade de viver e já não precisa da sua presença.
Takuto Kira- Takuto é um Shinigami, que junto com Meroko tem de levar a alma de Mitsuki. No entanto Takuto acaba por se apaixonar por Mitsuki e faz de tudo para salvá-la.
Meroko Yui- Meroko é uma Shinigami com orelhas de coelho. É muito trapalhona e ciumenta, e está sempre metida em confusão, mas na verdade ela é muito bondosa e muito apaixonada por Takuto.Era apaixonada por Izumi, sua dupla no passado, mas depois que foi enganada por ele, acreditou que não amaria mais ninguém, até conhecer sua nova dupla, o Takuto. No mangá a roupa dela é preta, mas no  anime mudaram e fizeram vermelha. No mangá, Meroko nasceu como uma jovem rica chamada Moe Rikyo, e foi a melhor amiga de Fuzuki (avó de Mitsuki) durante sua juventude. Desde que Fuzuki estava doente, os pais de Fuzuki pediam a Moe para visitar sua filha todos os dias. Então, todos os dias depois da escola, ela visitava Fuzuki, que não tinha permissão para ir à escola. Um dia, as meninas encontraram um homem bonito tocando violino. Ambas as garotas foram levadas por seu talento, e mais tarde descobriram que ele era na verdade Seijurou Koga. Moe era, no entanto, quem sentia algo por ele. Fuzuki sentiu que não valia a pena lutar com um amigo, então ela aceitou com graça e ficou feliz por ela. Os três acabaram se tornando um forte trio de amigos, quando tudo deu errado. Moe foi informada de que Fuzuki estava muito doente e que ela não podia mais vê-la. Ela logo foi forçada a se casar com o ex-noivo de Fuzuki, Kimiharu. Quando Moe visita Fuzuki, ela a encontra beijando Seijurou. Depois de se sentir traída por sua melhor amiga e se defender dos avanços de Kimiharu, Moe decide cometer suicídio cortando seus pulsos.

## No Brasil
No Brasil, o mangá foi publicado pela editora JBC, que publica muitos mangás até o tempo atual. Full Moon O Sagashite foi finalizado em seu sétimo volume.

## Músicas
Aberturas
1. I Love You - THE SCANTY
2. Rock'n Roll Princess - THE SCANTY

Encerramento
1. New Future - Changin' My Life
2. Myself - Changin' My Life
3. Eternal Snow - Changin' My Life
4. Love Chronicle - Changin' My Life

Outras Músicas
- Smile - Changin' My Life
- Focus - Changin' My Life